# BTS
BTS (Bangtan Sonyeondan (hangul: 방탄소년단, hancha: 防彈少年團), znany także jako Beyond the Scene) – południowokoreański siedmioosobowy boys band, uformowany w 2013 przez wytwórnię Big Hit Entertainment.
12 czerwca 2013 ukazał się ich debiutancki singel 2 Cool 4 Skool. W kolejnych miesiącach zdobyli m.in. tytuł „nowego artysty roku” na 2013 MelOn Music Award, 2013 Golden Disk Awards, 2014 Seoul Music Awards i 2014 Gaon Chart K-Pop Awards. Z 2016 MelOn Music Awards wrócili z dwoma nagrodami: Top 10 oraz jedną z najważniejszych nagród (Daesang): Najlepszy album (za The Most Beautiful Moment in Life: Young Forever). Mieli także swój własny ośmioodcinkowy program Rookie King: Channel Bangtan (kor. 신인왕: 채널 방탄) emitowany na SBS MTV.
W 2017 znaleźli się na 5. pozycji listy najbardziej wpływowych osobistości w Korei sporządzonego przez „Forbes”, a rok później znaleźli się na szczycie tej listy.
Nazwa ich oficjalnego fanklubu to A.R.M.Y (Adorable Representative M.C for Youth).

## Historia

### Przed debiutem
Pierwsi członkowie BTS zostali zrekrutowani przez przesłuchania „Hit it” wytwórni Big Hit w 2010 i 2011. Oryginalny skład BTS przeszedł kilka zmian przed ostatecznym ustaleniem w 2012. Na pół roku przed debiutem członkowie rozpoczęli tworzenie nazwy i relacji z fanami poprzez Twitter, blogi wideo, fanowskie kafejki i wydawali różne covery piosenek przez YouTube i SoundCloud. RM występował już jako raper undergroundowy i wypuścił nieformalnie kilka utworów, w tym współpracę z Zico. Suga był także undergroundowym raperem w Daegu, a J-Hope, który był częścią zespołu tańca ulicznego o nazwie NEURON, działał na undergroundowej scenie tanecznej, uczestniczył w różnych bitwach i konkursach.

### 2013:2 Cool 4 Skool,O!RUL8,2?
Pierwszy teaser został wydany 26 maja 2013. Pierwszym wydawnictwem zespołu był singel fizyczny 2 Cool 4 Skool, wydany 13 czerwca, z promującym go utworem No More Dream. 13 czerwca zespół wystąpił w programie M Countdown, po raz pierwszy wykonując utwory No More Dream oraz We Are Bulletproof PT.2. Pierwszy teaser do O!RUL8,2? został ujawniony razem z datą comebacku – 11 czerwca 2013. Pierwszy minialbum, zatytułowany O!RUL8,2?, ukazał się 11 września. Płytę promowały single N.O oraz Jingyeogui Bangtan (kor. 진격의 방탄, ang. Attack On Bangtan).
BTS wystąpili również we własnym programie rozrywkowym, Rookie King: Channel Bangtan (kor. 신인왕: 채널 방탄), emitowanym w stacji SBS MTV od 3 września 2013, który składał się z 8 odcinków.

### 2014:Skool Luv Affair,Dark & WildorazWake Up

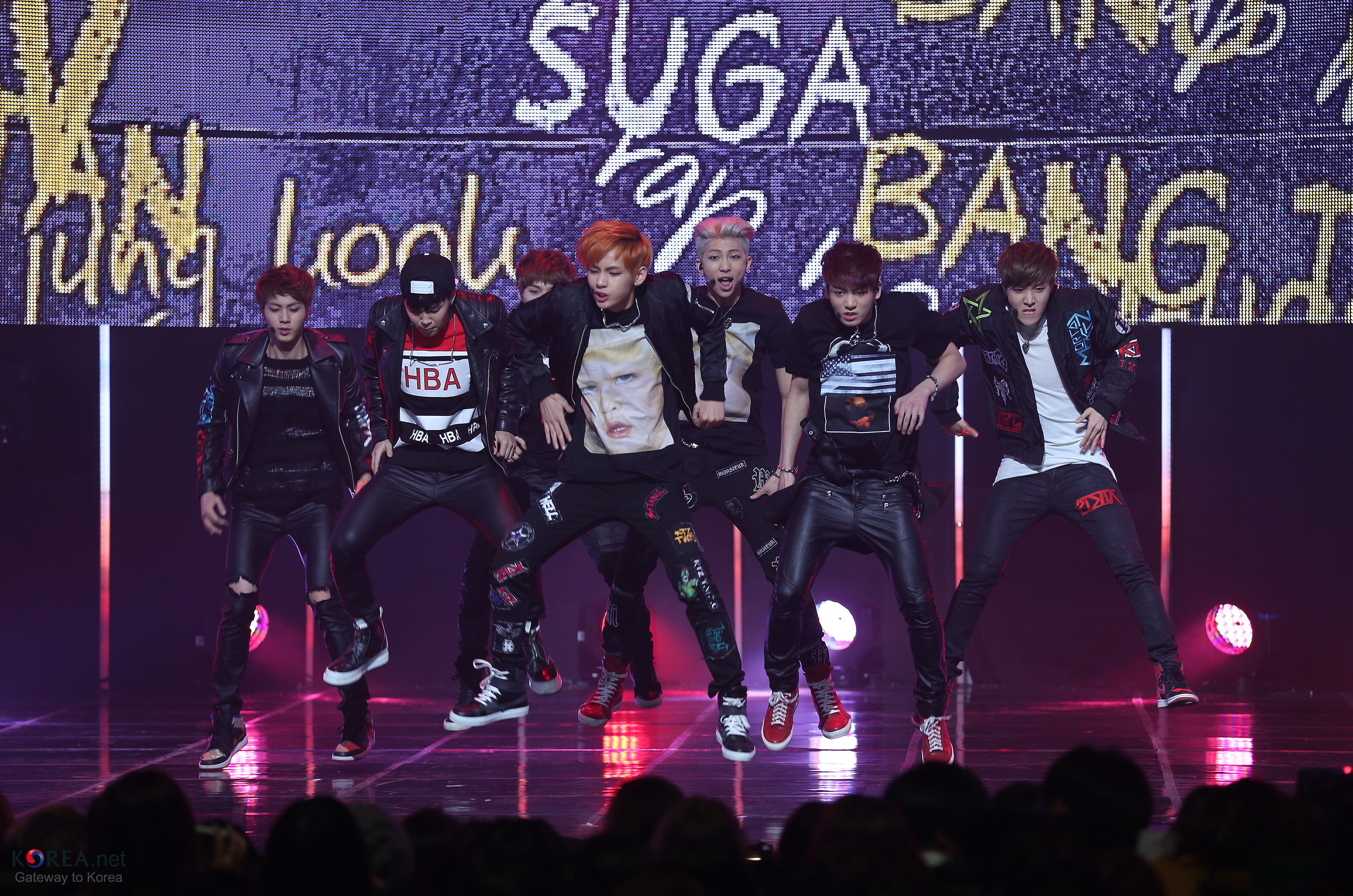
BTS podczas występu w programie M Countdown w 2014

15 stycznia 2014 Big Hit Entertainment zapowiedziała comeback zespołu z minialbumem Skool Luv Affair, który ukazał się 12 lutego 2014. Płytę promował singel Sangnamja (Boy in Luv) (kor. 상남자 (Boy in Luv)), do którego teledysk ukazał się 11 lutego.
6 kwietnia zespół wydał kolejny singel zatytułowany Haruman (kor. 하루만, ang. Just One Day). 23 kwietnia BTS zadebiutowali w Japonii, wydając debiutancki japoński album 2 COOL 4 SKOOL/O!RUL8,2? będący kompilacją pierwszych dwóch wydawnictw zespołu. 4 czerwca BTS wydali pierwszy japoński singel No More Dream.
19 sierpnia BTS wydali teledysk do ich singla Danger z pierwszego albumu studyjnego, Dark & Wild, który sprzedał się w ilości ponad 158 259 egzemplarzy. Teledysk do piosenki Holeumon jeonjaeng (War of Hormone) (kor. 호르몬 전쟁 (War of Hormone)), która znalazła się na albumie, ukazał się 22 października.
Zespół kontynuował działania promocyjne w Japonii, wydając swój pierwszy japoński album studyjny, Wake Up, 24 grudnia. Płytę promowały trzy wcześniej wydane single: No More Dream, Boy in Luv oraz Danger.

### 2015:The Most Beautiful Moment in Life
Od 10 do 19 lutego trwała pierwsza japońska trasa koncertowa Wake Up: Open Your Eyes. Zespół koncertował w takich miastach jak Tokio, Osaka, Nagoja i Fukuoka, wystąpili przed 25 tys. fanów. 20 marca RM wydał swój pierwszy mixtape, RM, razem z trzema teledyskami do utworów: „Awakening” (각성), „Do You” i „Joke” (농담). 28 marca odbył się drugi solowy koncert BTS w Korei – BTS Live Trilogy – Episode 1: BTS Begins.
Trzeci minialbum, zatytułowany The Most Beautiful Moment in Life, Part 1, ukazał się 29 kwietnia 2015. Znalazł się on na liście „27 najlepszych albumów 2015 roku do tej pory” opublikowanej w czerwcu przez Fuse i był jedynym wymienionym koreańskim albumem. 5 maja 2015 główny singel I Need U zdobył pierwsze miejsce w programie The Show stacji SBS MTV, w którym odnotowano pierwsze zwycięstwo od debiutu. Płyta The Most Beautiful Moment in Life, Part 1 sprzedała się w ilości ponad 180 tys. egzemplarzy (według danych Signal Entertainment).
4 czerwca 2015 ukazał się czwarty japoński singel, For You, wydany z okazji pierwszej rocznicy ich japońskiego debiutu. Teledysk do utworu został wydany tego samego dnia. Singel zajął 1. pozycję rankingu Oricon Weekly Chart, sprzedając się w ilości 42 611 kopii w ciągu pierwszego dnia. 23 czerwca BTS wydali teledysk do ich kolejnego singla, Dope (kor. 쩔어), który został obejrzany ponad 1 mln razy w czasie krótszym niż 15 godzin. Po premierze teledysku utwór znalazł się na 3. pozycji listy World Digital Chart Billboardu, mimo że został wydany dwa miesiące wcześniej.
Światowa trasa grupy, 2015 Live Trilogy Episode: The Red Bullet, zaczęła się 6 czerwca. Zespół zagrał 12 koncertów, w tym m.in. w Malezji, Ameryce Łacińskiej, Australii, USA. Trasa zakończyła się koncertem w Hongkongu 29 sierpnia. BTS wystąpili podczas Summer Sonic Festival w Japonii, występując 15 sierpnia na QVC Marine Field w Tokio oraz 16 sierpnia w Osace.
8 września ogłoszono, że 30 listopada BTS wydadzą minialbum The Most Beautiful Moment in Life, Part 2. Od 27 do 29 listopada trwała trasa koncertowa The Most Beautiful Moment in Life: On Stage, podczas której zespół zaprezentował główny utwór z płyty, Run. 19 października ogłoszono, że BTS będą nowym ambasadorem sportowej marki Puma. 8 grudnia ukazał się piąty japoński singel będący japońską wersją utworu I NEED U.

### 2016:The Most Beautiful Moment in Life: Young Forever,YouthiWings
W 2016 grupa nawiązała współpracę z Nexon, która ogłosiła w styczniu, że dodadzą awatary postaci oparte na członkach zespołu do gry RPG Elsword. BTS zostali też wybrani jako modele dla SK Telecom w lutym, a także twarzą BBQ Chicken w kwietniu.

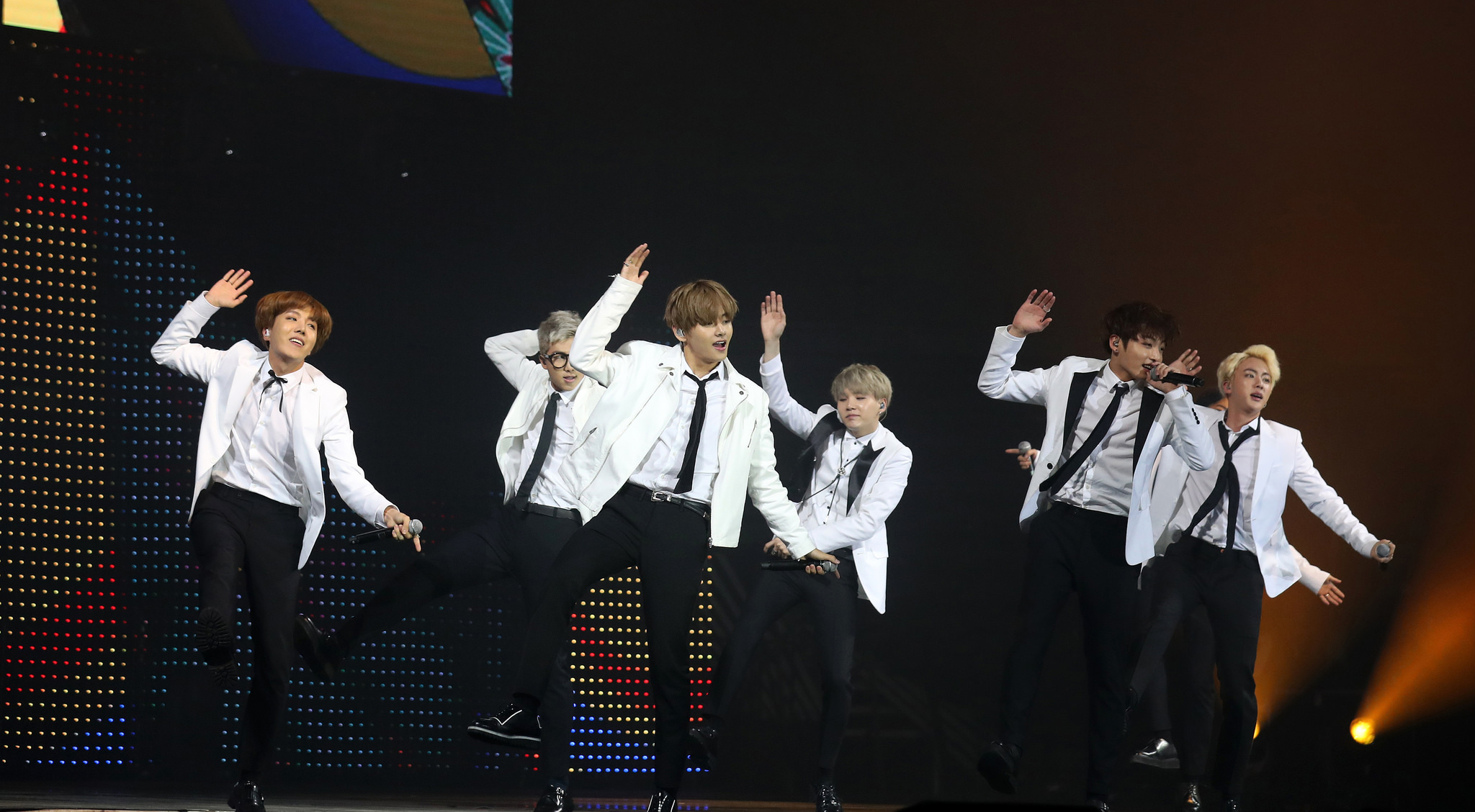
BTS podczas KCON France w Paryżu (2 czerwca 2016)

15 marca ukazał się szósty singel japoński RUN. 2 maja zespół wydał specjalny album kompilacyjny, The Most Beautiful Moment in Life: Young Forever. Promowała go trasa The Most Beautiful Moment in Life On Stage: Epilogue, która zaczęła się dwoma koncertami w Olympic Gymnastics Arena, w Seulu od 7 do 8 maja; zgromadzily 24 tys. fanów. Kolejne koncerty z trasy odbyły się na Tajwanie, w Makau, Chinach, Japonii, Tajlandii i Filipinach; wyprzedano 144 tys. biletów na koncerty. Zespół był również gwiazdą festiwalu KCON zarówno w Los Angeles i Nowym Jorku w czerwcu i lipcu 2016; na oba koncerty bilety zostały wyprzedane.
7 września 2016 ukazał się drugi japoński album studyjny zatytułowany Youth, który sprzedał się w ilości 44 547 egzemplarzy w dniu premiery.
10 października 2016 ukazał się drugi album studyjny, Wings, z promującym go utworem Blood Sweat & Tears. Pre-order albumu, na którym znalazło się 15 utworów, rozpoczął się 28 września i osiągnął ponad 500 tys. egzemplarzy w pierwszym tygodniu. Grupa osiągnęła „all kill” w Korei Południowej na listach przebojów, a także zajął pierwszą pozycję na liście albumów iTunes w ponad 26 krajach i terytoriach. W ciągu 24 godzin od premiery teledysku do Blood Sweat & Tears, osiągnął on ponad 6 milionów odsłon. W ten sposób został pobity poprzedni rekord na YouTube dla największej liczby odsłon K-Popowego teledysku zespołu.
Album, jako pierwsze koreańskie wydawnictwo, znalazł się na liście UK Albums Chart. Płyta zadebiutowała także na 26 pozycji listy Billboard 200. Kilka dni później okazało się, że BTS zajęli pierwsze miejsce na listach Billboard World Album Chart, World Digital Songs Chart, a także Social 50 przez tydzień od 29 października. Zespół znalazł się też na liście YouTube Music Global Top 100: 17. miejsce rankingu teledysków, 6. miejsce rankingu artystów i 14. miejsce rankingu piosenek.
19 listopada 2016 zespół zapowiedział trasę Live Trilogy Episode III: The Wings Tour, podczas której zagrał w Korei Południowej, Chile, Brazylii, Stanach Zjednoczonych, Tajlandii, Indonezji, Filipinach, Hongkongu i Australii. Tego samego dnia album The Most Beautiful Moment in Life: Young Forever zdobył nagrodę „Album roku” podczas Melon Music Awards, a zespół zdobył jeszcze dwie nagrody, w tym m.in. swoją pierwszą Daesang. 2 grudnia 2016 zdobyli swoją drugą nagrodę Daesang dla „Artysty roku” podczas 2016 Mnet Asian Music Awards. W ten sposób BTS zostali pierwszym artystą nienależącym do żadnej wytwórni z „Wielkiej Trójki” (S.M., YG i JYP), który zdobył tę nagrodę.

### 2017:You Never Walk AloneiLove Yourself: Her

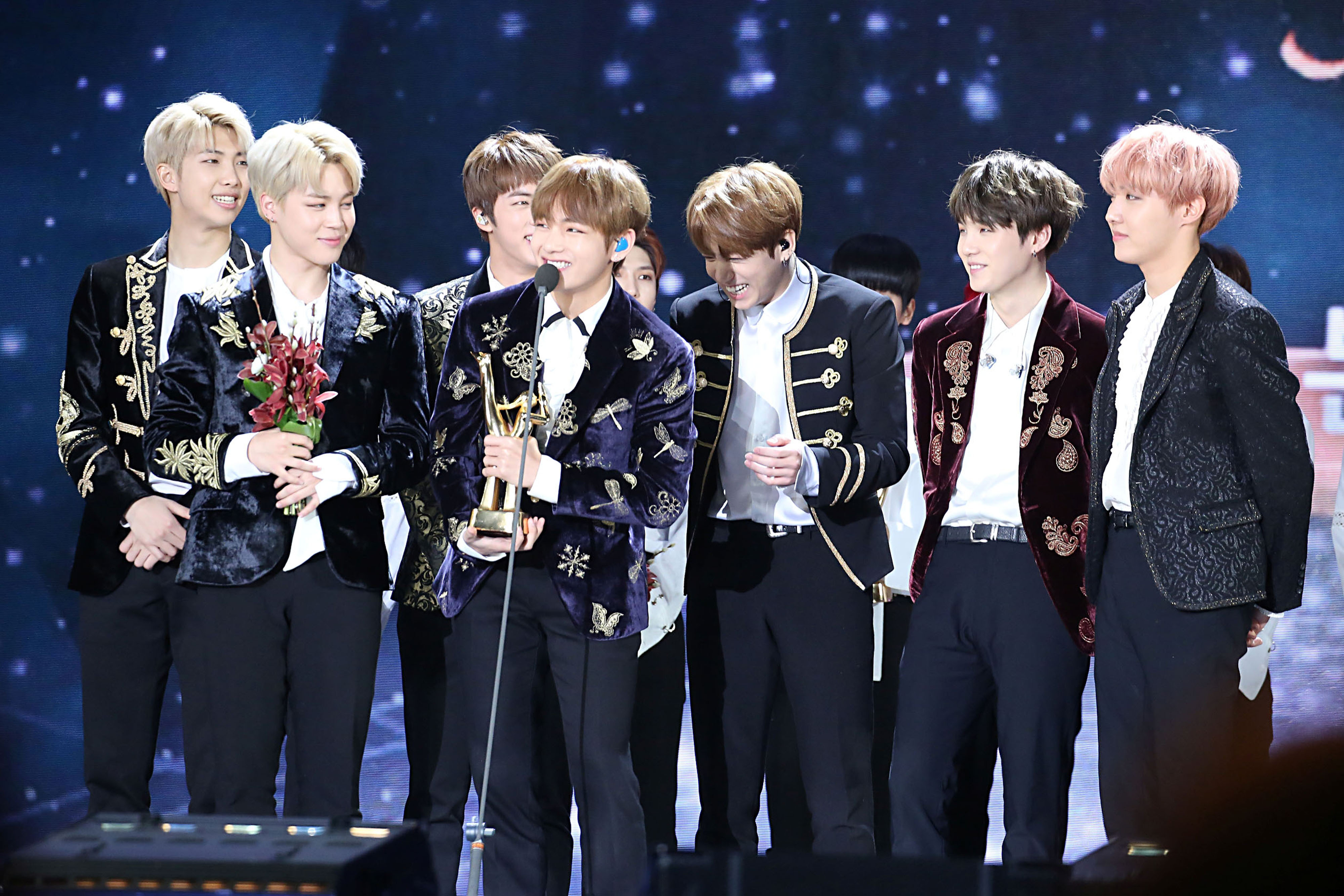
BTS podczas Golden Disc Awards w 2017

13 lutego 2017 album Wings został ponownie wydany pod tytułem You Never Walk Alone, na płycie znalazły się dodatkowo cztery nowe utwory. Pre-order albumu wyniósł ponad 700 tys. egzemplarzy. Główny singel, pt. „Spring Day” osiągnął pierwsze miejsce na 8 największych południowokoreańskich rankingach muzycznych online, powodując zawieszenie cyfrowego rankingu serwisu Melon z powodu przeciążenia. „Not Today” uplasował się na 11. pozycji wykresu US iTunes Song Chart, a „Spring Day” na 8., czyniąc BTS pierwszym południowokoreańskim zespołem, który wszedł do pierwszej dziesiątki. Utwór „Spring Day” zajął także 15. pozycję na liście Bubbling Under Hot 100 Singles Billboardu. W ciągu 24 godzin od premiery teledysku do tej piosenki, osiągnął on ponad 9 mln odsłon w serwisie YouTube. Jednak nowy rekord został pobity tydzień później, po premierze teledysku do „Not Today”, który zdobył ponad 10 mln odsłon w wymienionym przedziale czasowym. Zespół zaprezentował utwory z albumu You Never Walk Alone po raz pierwszy w Korei Południowej podczas trasy 2017 BTS Live Trilogy Episode III: The Wings Tour, tydzień po jego premierze.
W marcu 2017 łączna sprzedaż albumów WINGS i You Never Walk Alone wyniosła ponad 1 496 986 kopii, czyniąc go pierwszym albumem zespołu, który sprzedał się w ilości ponad miliona egzemplarzy. 17 marca zespół wydał japońskie wersje albumów WINGS oraz The Most Beautiful Moment in Life: Young Forever. Siódmy japoński singel, Chi, ase, namida (jap. 血、汗、涙), został wydany 10 maja 2017. Jest on japońską wersją utworu Blood Sweat & Tears (kor. 피 땀 눈물 Pi ttam nunmul), na singlu znalazły się również utwory Not Today oraz Spring Day.
5 lipca 2017 ukazał się teledysk do Come Back Home – remake’u piosenki Seo Taiji nagranemu z okazji jego 25 rocznicy.
24 lipca Big Hit Entertainment zapowiedziało comeback zespołu na wrzesień. Kolejny minialbum, zatytułowany Love Yourself: Her (kor. Love Yourself 承 ‘Her’), ukazał się 18 września. W sierpniu, celem jego promocji, na oficjalnym kanale zespołu ukazały się krótkie filmy „Highlight Reel”. 4 września ukazał się zwiastun minialbumu „Serendipity”. BTS nawiązali współpracę z Andrew Taggartem z grupy The Chainsmokers przy piosence „Best Of Me” z minialbumu. 12 września ujawniono listę utworów, a 14 ukazała się pierwsza zapowiedź singla „DNA”. Minialbum ukazał się w czterech wersjach: „L”, „O”, „V” i „E”; płyta otrzymała ponad 1,05 mln zamówień według Big Hit Entertainment.
14 października poinformowano na oficjalnej japońskiej stronie, że ósmy japoński singel ukaże się 6 grudnia. Na singlu znalazły się japońskie wersje piosenek „MIC Drop” i „DNA”, a także oryginalny utwór „Crystal Snow”.
3 listopada grupa potwierdziła, że wystąpią podczas AMA 2017, czyniąc z nich pierwszą grupą K-popową, która wystąpiła podczas ceremonii. 7 listopada Big Hit Entertainment potwierdziło kolaborację grupy z artystami Steve Aoki i Desiigner w remiksie piosenki „MIC Drop”, który ukazał się 24 listopada.

### 2018:Face Yourself,Love Yourself: TeariLove Yourself: Answer

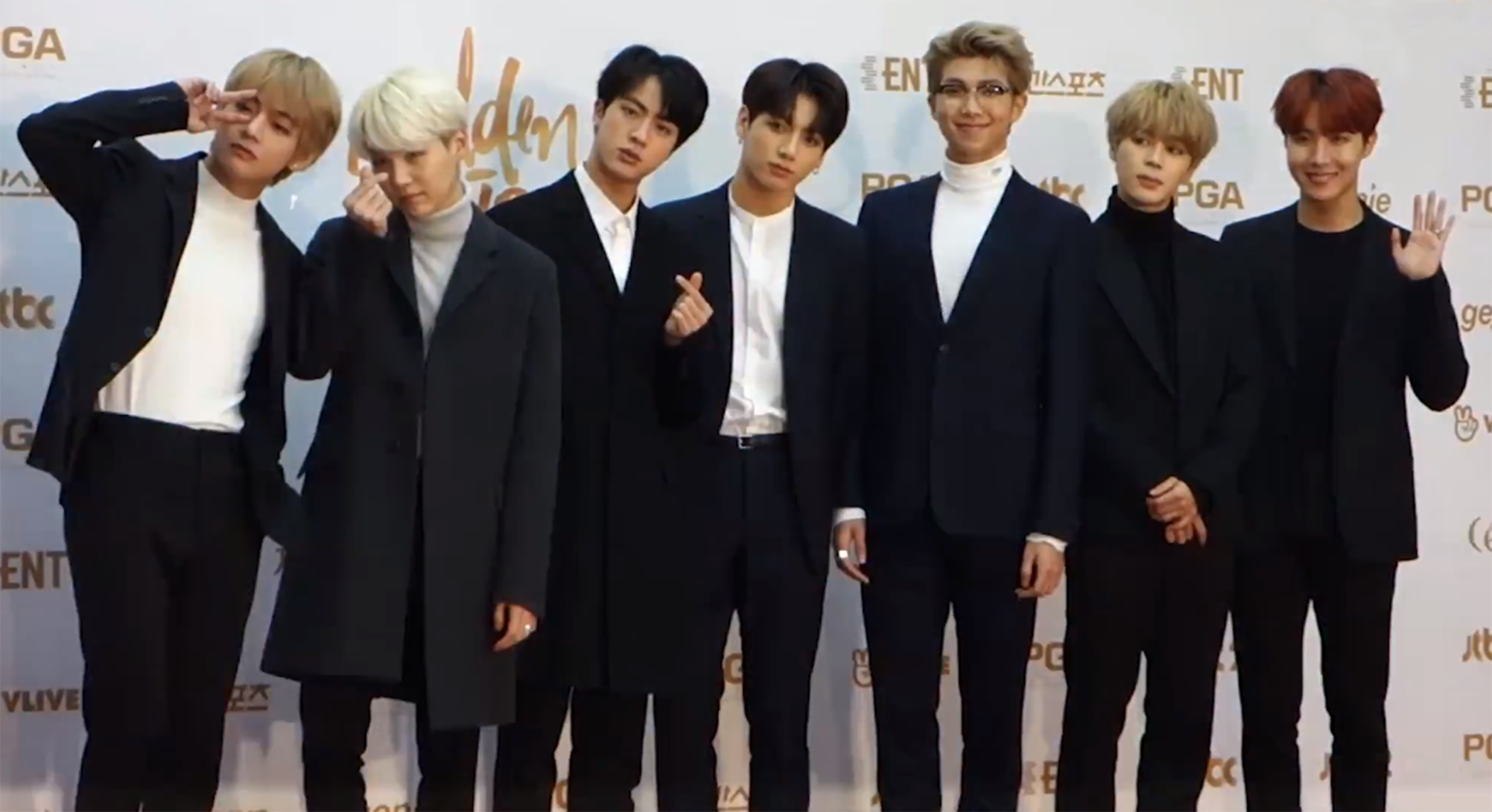
BTS podczas 32. Golden Disc Awards (10 stycznia 2018)

Oryginalny, ośmioodcinkowy serial dokumentalny zatytułowany Burn the Stage, ukazujący zakulisowe spojrzenie na trasę grupy Wings Tour, został oficjalnie zapowiedziany 13 marca. Pierwsze dwa odcinki miały premierę 28 marca w YouTube Red, a kolejne odcinki ukazywały się raz w tygodniu, aż do 9 maja.
Na początku lutego 2018 BTS zapowiedzieli wydanie trzeciego japońskiego albumu studyjnego, zatytułowanego Face Yourself. Płyta ukazała się 4 kwietnia 2018. Tego samego dnia BTS wydali dziewięciominutowy film zatytułowany Euphoria, który został odebrany jako motyw kolejnego wydawnictwa zespołu – Love Yourself: Wonder. Agencja jednak zaprzeczyła, że będzie to tytuł kolejnego wydawnictwa. 16 kwietnia Big Hit Entertainment zapowiedziało trzeci koreański album studyjny zespołu. Love Yourself: Tear (kor. Love Yourself 轉 ‘Tear’) ukazał się 18 maja. Z dniem 24 kwietnia płyta otrzymała ok. 1,45 mln zamówień, według Iriver, pokonując poprzednie koreańskie wydawnictwo grupy.
17 kwietnia zostali ponownie nominowani w kategorii „Top Social Artist” na gali Billboard Music Award w 2018, wygrywając drugi rok z rzędu. Pojawili się również jako wykonawcy podczas ceremonii rozdania nagród, gdzie po raz pierwszy wykonali główny singel z płyty. Główny singel z płyty, „Fake Love”, uplasował się na szczycie wszystkich koreańskich list przebojów zdobywając status Perfect All-Kill. Album zadebiutował na 1. miejscu listy Billboard 200 z 135 tys. sprzedanych albumów (w tym 100 tys. fizycznych wersji), stając się najwyżej odnotowanym albumem BTS, pierwszym albumem K-popowym, który znalazł się na szczycie amerykańskiego rankingu albumów oraz najlepiej sprzedającym się albumem azjatyckiego artysty.
16 lipca zespół zapowiedział wydanie ostatniej części serii Love Yourself na sierpień. Z dniem 24 lipca płyta otrzymała ponad 1,5 mln zamówień, według Big Hit Entertainment. Love Yourself: Answer (kor. LOVE YOURSELF 結 ‘Answer’) został wydany 24 sierpnia jako repackage album i poza wcześniej wydanymi utworami zawierał siedem nowych piosenek. Głównym singlem z płyty był „Idol”, którego teledysk w ciągu 24 godzin obejrzano (według twittera Big Hit Entertainment) ponad 56 milionów razy, pobijając światowy rekord najbardziej wyświetlanego teledysku w pierwszą dobę na YouTube. Światowa trasa BTS World Tour: Love Yourself rozpoczęła się dwoma koncertami w Seulu 25 i 26 sierpnia. Debiutując na pierwszym miejscu na amerykańskiej listy Billboard 200, album stał się drugim numerem jeden zespołu, osiągnął sprzedaż 185 tys. albumów. 25 października BTS pojawili się w piosence „Waste It On Me” DJ-a Steve’a Aokiego. Była to pierwsza ich piosenka nagrana w całości w języku angielskim i była wykonana głównie przez dwóch członków BTS: Jungkooka i RM. W październiku, z ponad rokiem pozostałym do końca kontraktu, BTS odnowili kontrakt z agencją do 2026 roku.
15 listopada został wydany w kinach na całym świecie film Burn the Stage: The Movie. W Stanach Zjednoczonych zarobił 1,2 miliona dolarów w dniu otwarcia (3,54 mln USD w ciągu weekendu), pobijając rekord najbardziej dochodowej kinowej produkcji muzycznej, który został wcześniej ustanowiony w 2014 roku przez One Direction. W rankingu film znalazł się na 10 pozycji, pomimo sprzedaży w zaledwie 620 kinach w porównaniu do pozostałych dziewięciu tytułów udostępnionych w 2000-4000 kinach.
9 listopada Love Yourself: Answer został pierwszym koreańskim albumem, który uzyskał złoty certyfikat od RIAA, a BTS zostali pierwszą koreańską grupą, która uzyskała platynę za singel „Mic Drop” w Stanach Zjednoczonych. Według StubHub koncerty BTS były jednym z najlepiej sprzedających się koncertów w 2018 na świecie, ustępując tylko Edowi Sheeranowi. Vivid Seats nazwał BTS artystą roku, wspominając historyczny koncert zespołu w Citi Field.
W 2018 roku zespół otrzymał Order Zasługi Kulturalnej piątej klasy za szerzenie hallyu i przyczynianie się do rozwoju kultury popularnej i sztuki.

### 2019:Map of the Soul: Persona
W styczniu 2019 roku ogłoszono, że BTS rozpoczęli produkcję nowej muzyki, a planowaną datą premiery nowej płyty jest koniec kwietnia lub początek maja. Minialbum pt. Map of the Soul: Persona został ogłoszony 11 marca, wraz z oficjalną datą premiery wyznaczoną na 12 kwietnia. Z dniem 11 kwietnia płyta otrzymała ponad 3 mln zamówień, według dystrybutora Dreamus. 4 lutego BTS potwierdzili udział w 61. ceremonii wręczenia nagród Grammy, która odbyła się 10 lutego. Podczas gali jako pierwsi Koreańczycy wręczyli nagrodę innemu artyście.
2 maja zespół trzeci raz z rzędu zdobył nagrodę w kategorii „Top Social Artist” na gali Billboard Music Award oraz „Top Duo/Group” jako pierwsza koreańska grupa.
Grupa ogłosiła trasę koncertową Love Yourself: Speak Yourself; wystąpili w wielu obiektach stadionowych, w tym na Stadionie Wembley, Stade de France, MetLife Stadium, Rose Bowl i Soldier Field. Wszystkie daty zostały wyprzedane w ciągu 2 godzin, a wkrótce potem Big Hit ogłosiło dodatkowe terminy dla wszystkich miejsc. 7 czerwca został wydany singel „Dream Glow” z udziałem angielskiej piosenkarki Charli XCX jako prekursor nadchodzącej gry BTS World, która ma zostać wydana 26 czerwca wraz ze ścieżką dźwiękową BTS World: Original Soundtrack.
W Korei Południowej Map of the Soul: Persona został najlepiej sprzedającym się albumem w historii, ze sprzedanymi 3,2 mln kopii w ciągu niecałego miesiąca. Album stał się trzecim numerem jeden zespołu na amerykańskiej liście Billboard 200, będąc jednocześnie ich trzecim numerem jeden w ciągu 11 miesięcy. Tym samym dołączyli do The Beatles, którzy osiągnęli ten sam wynik w latach 1995/96. Płyta znalazła się na szczycie list także w Australii i Wielkiej Brytanii, jako pierwszy koreański album w historii.
26 sierpnia 2019 podczas gali MTV Video Music Awards zespół otrzymał nagrody w kategorii Najlepsza grupa oraz Najlepszy teledysk k-popowy. W grudniu wzięli udział zarówno w Melon Music Awards, jak i Mnet Asian Music Awards. Grupa została pierwszym artystą w historii K-popu, który otrzymał wszystkie wielkie nagrody (daesang) z obu ceremonii; zdobyli po cztery z każdego rozdania nagród.

### 2020:Map of the Soul: 7iBe
7 stycznia 2020 roku Big Hit Entertainment zapowiedziało czwarty koreański album studyjny, Map of the Soul: 7, natomiast trzy dni później ukazał się zwiastun albumu z solowym utworem Sugi, „Interlude: Shadow”. 17 stycznia ukazał się singel „Black Swan” wraz z choreograficznym filmem artystycznym w wykonaniu słoweńskiej firmy MN Dance Company, a sam utwór zadebiutował na miejscu 57. notowania Hot 100, natomiast na 46. na UK Singles Chart. Kilka dni po wypuszczeniu nagrania grupa wystąpiła wraz z Lil Nas X-em, Diplo i Billy Ray Cyrusem podczas 62. ceremonii wręczenia nagród Grammy, stając się pierwszymi artystami K-popowymi, którzy się pojawili na scenie owego wydarzenia z wykonanym materiałem muzycznym, natomiast 2 lutego opublikowano kolejny zwiastun płyty z solowym utworem J-Hope’a, „Outro: Ego”. Z dniem 17 lutego, płyta otrzymała ponad 4 mln zamówień, według dystrybutora Dreamus.
Map of the Soul: 7 ukazał się 21 lutego wraz z głównym singlem, „ON”. Utwór zadebiutował na szczycie koreańskich list przebojów w czasie rzeczywistym oraz zajął 4. miejsce na liście Hot 100, podczas gdy album znalazł się na szczycie list iTunes w co najmniej 91 różnych regionach. Album, jako czwarty z kolei, zadebiutował na 1. miejscu listy Billboard 200 z 422 tys. sprzedanych albumów (w tym 347 tys. fizycznych kopii) oraz po tygodniu od wydania wyprzedało się w nakładzie 4,1 mln kopii, stając się tym samym najlepiej sprzedającą się płytą na terenie Korei Południowej. W celu promocji krążka, w kwietniu zespół miał wyruszyć w swoją czwartą, światową trasę koncertową i drugą odbywającą się na stadionach, Map of the Soul Tour, jednakże z powodu pandemii COVID-19 jej pierwsze cztery koncerty odbywające się w Seulu zostały odwołane, a pozostałe przeniesione na inny termin.
7 czerwca grupa była jednym z głównych artystów podczas internetowej ceremonii ukończenia przez absolwentów różnych szkół w Stanach Zjednoczonych organizowanej przez YouTube, Dear Class of 2020 podczas której wykonali utwory „Boy with Luv” i „Mikrokosmos” z Map of the Soul: Persona, a także „Spring Day”, pochodzące z You Never Walk Alone oraz wygłosili indywidualnie swoje przemowy. 14 czerwca BTS zorganizowali trwający 100 minut koncert online na żywo, Bang Bang Con: The Live, z okazji 7. rocznicy debiutu. Koncert był pierwszym wspólnym przedsięwzięciem Big Hit i Kiswe, firmy zajmującej się rozwiązaniami do przesyłania strumieniowego na żywo w USA. Koncert obejrzało 756 tys. widzów z 107 krajów i terytoriów, ustanawiając rekord największej publiczności dla płatnego wirtualnego koncertu. 19 czerwca wydali nową japońską piosenkę „Stay Gold” z kolejnego japońskiego albumu studyjnego MAP OF THE SOUL: 7 ~THE JOURNEY~, która została wydana 15 lipca.
21 sierpnia ukazał się angielskojęzyczny singel „Dynamite”. Teledysk do utworu pobił rekord w serwisie YouTube (dla naliczniej oglądanej premiery), z ponad trzema milionami widzów i ustanowił nowy rekord najczęściej oglądanego wideo w ciągu pierwszych 24 godzin od premiery.
10 i 11 października odbyły się wirtualne koncerty pay-per-view w KSPO Dome w Seulu, o nazwie Map of the Soul ON:E, który pobił ich własny rekord świata dla najwięcej widzów oglądających płatny wirtualny koncert na żywo z 993 tys. widzów z 191 krajów (w porównaniu do ich poprzedniego rekordu 756 tys. widzów). 20 listopada zespół wydał album Be, wraz z teledyskiem do głównego singla „Life Goes On”.

### 2021:BTS, the Best, "Butter"i"Permission to Dance"
14 marca BTS wykonali swój singel "Dynamite" podczas 63. ceremonii wręczenia nagród Grammy, co uczyniło ich pierwszymi koreańskimi artystami, którzy wykonali na tej ceremonii własną piosenkę. Byli nominowani do nagrody Grammy w kategorii Best Pop Duo/Group Performance, jednak statuetki nie zdobyli.
1 kwietnia 2021 roku ukazał się teledysk do japońskiej piosenki „Film out”, z trzeciej japońskiej kompilacji – BTS, THE BEST. Płyta została wydana 16 czerwca 2021 roku i jako pierwsza zdobyła w Japonii certyfikat Million.
26 kwietnia ujawniono, że 21 maja wydadzą swój drugi anglojęzyczny singel „Butter". Po premierze zdebiutował na 1. miejscu listy Billboard Hot 100.
23 listopada ogłoszono, że BTS zostali nominowani do nagrody Grammy, za utwór „Butter" w tej samej kategorii co w roku ubiegłym, czyli Best Pop Duo/Group Performance.

### 2022:Proof
10 czerwca 2022 zespół wydał swój pierwszy album będący antologią, Proof który był celebracją ich dziesięciolecia, promowany przez singiel "Yet to come". Teledysk do piosenki został nominowany do nagrody Grammy w kategorii Best Music Video, a tego samego roku otrzymali również nominację do za kolaborację z zespołem Coldplay za utwór "My Universe" w kategorii Pop Duo/Group Performance trzeci rok z kolei.
9 lipca 2023 odbyła się światowa premiera ich autobiograficznej książki Beyond the Story. 10 lat historii BTS, opracowanej przez zespół i spisanej przez koreańskiego pisarza Kang Myeong-seok'a.

## Inne przedsięwzięcia

### Filantropia
W 2015 roku BTS przekazali na cele charytatywne ponad siedem ton (7187 kg) ryżu podczas ceremonii otwarcia K-Star Road w Apgujeong-dong. W kolejnym roku uczestniczyli w akcji charytatywnej ALLETS „Let’s Share the Heart” zorganizowanej wspólnie z Naver, aby zebrać datki na LISA – koreańską organizację charytatywną, która promuje dawstwo narządów i krwi.

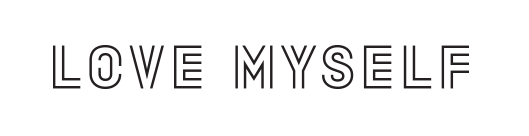
Logo kampanii przeciwko przemocy Love Myself

W styczniu 2017 roku BTS i Big Hit Entertainment przekazali 100 mln wonów (87 915 USD) na rzecz organizacji 4/16 Sewol Families for Truth and A Safer Society, organizacji pomagającej rodzinom ofiar katastrofy promu Sewol w 2014 roku. Każdy członek przekazał ₩10 mln, a Big Hit Entertainment przekazało dodatkowe 30 milionów. Darowizna miała być utrzymana w tajemnicy. Później tego samego roku BTS oficjalnie rozpoczęli kampanię Love Myself, inicjatywę poświęconą finansowaniu kilku programów społecznych mających na celu zapobieganie przemocy wobec dzieci i młodzieży oraz zapewnienie wsparcia ofiarom przemocy, we współpracy z Koreańskim Komitetem ds. UNICEF. BTS przekazali 500 milionów wonów (448 000 USD) od siebie i 100% zysków z całej sprzedaży oficjalnych towarów z kampanii Love Myself przez okres dwóch następnych lat, nie licząc darowizn zebranych z biur darowizn zainstalowanych przez UNICEF. Ponadto 3% dochodów ze sprzedaży z każdego albumów z serii Love Yourself (Love Yourself: Her, Love Yourself: Tear i Love Yourself: Answer) zostało przekazane na rzecz kampanii. W ciągu dwóch miesięcy od startu kampania zebrała dodatkowe 106 milionów wonów, podnosząc ogólnoświatowe fundusze do kwoty 606 milionów. W listopadzie 2018 roku UNICEF Korea ogłosiło, że kampania Love Myself zebrała ponad 1,6 miliarda wonów (1,4 mln USD).
W kwietniu 2018 roku BTS wzięli udział w „Dream Still Lives” Steviego Wondera, hołdzie ku Martinowi Lutherowi Kingowi, u boku innych gwiazd. W czerwcu grupa przekazała darowiznę do funduszu na budowę szpitala ALS. We wrześniu BTS wzięli udział w 73. Zgromadzeniu Ogólnym Organizacji Narodów Zjednoczonych w celu uruchomienia inicjatywy młodzieżowej „Youth 2030: The UN Youth Strategy” i odpowiadającej jej kampanii UNICEFu „Generation Unlimited”. W imieniu grupy lider zespołu RM wygłosił sześciominutową przemowę w języku angielskim na temat samoakceptacji oraz kampanii Love Myself. Według UNICEFu celem inicjatywy jest „zapewnienie wysokiej jakości edukacji i szkoleń dla młodych ludzi”. BTS zostali wybrani do wzięcia udziału ze względu na ich wpływ na kulturę młodzieżową poprzez muzykę i przekazy w mediach społecznościowych, wcześniejsze przedsięwzięcia filantropijne oraz popularność wśród osób w wieku 15–25 lat.
W czerwcu 2020 roku BTS i ich agencja Big Hit Entertainment przekazali kwotę 1 miliona dolarów na wsparcie ruchu Black Lives Matter w Stanach Zjednoczonych. Złożyli też oświadczenie na Twitterze sprzeciwiające się dyskryminacji rasowej, dołączając hashtag #BlackLivesMatter. Po ogłoszeniu darowizny, zainspirowani fani zespołu, ARMY, zebrali 1 milion dolarów z datków na rzecz ruchu BLM, co stanowi równowartość wkładu wniesionego przez członków grupy wcześniej.
13 października 2021 Jimin postanowił uczcić swoje 27. urodziny, przekazując ponad 100 milionów wonów (84 700 dolarów) potrzebującym dzieciom za pośrednictwem ChildFund Korea. 31 grudnia 2021 J-Hope podarował 100 milionów koreańskich wonów dla Green Umbrella Children’s Foundation dla dzieci przechodzących trudny okres z powodu zmian ekonomicznych związanych z wybuchem wirusa Covid-19. W sierpniu 2022 r. J-Hope przekazał 100 milionów wonów (76 770 dolarów) na rzecz stowarzyszenia Hope Bridge Korea Disaster Relief Association, aby pomóc ofiarom dotkniętym ulewnymi deszczami, które nawiedziły centralne regiony Półwyspu Koreańskiego. W listopadzie RM i J-Hope wzięli udział w 17. Kampanii na rzecz Świadomości Raka Piersi „W Korea”. Obydwoje członków są dobrze znani ze zwracania uwagi na tę sprawę poprzez noszenie koszulek W Korea Breast Cancer Awareness Campaign oraz głośnego wspierania ich na social mediach.
Na początku 2023 roku J-Hope i Jimin złożyli darowiznę na rzecz funduszu pomocy UNICEF dla dzieci dotkniętych trzęsieniem ziemi z Turcji i Syrii, po $78,000 każdy. 9 marca, w dniu urodzin Sugi, organizacja pozarządowa (NGO) Save the Children ujawniła, że członek zespołu również przekazał 100 milionów wonów na pomoc doraźną w Turcji i Syrii. W kwietniu Jungkook przekazał 1 miliard wonów (około 765 000 dolarów) na rzecz Szpitala Dziecięcego Uniwersytetu Narodowego w Seulu. Jungkook wyraźnie zażądał, aby fundusze zostały wykorzystane na pomoc dzieciom z rodzin o niskich dochodach oraz by wspomóc przedsiębiorstwo ośrodka opieki.
W listopadzie tego roku RM ponownie pojawił się na czerwonym dywanie podczas 18. edycji kampanii na rzecz świadomości raka piersi w Korei „Love Your W”.

### BTS Universe

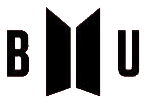
Logo

BTS Universe, znany również jako Bangtan Universe (w skrócie BU), jest alternatywnym uniwersum wyprodukowanym przez Big Hit Entertainment i skupiającym się wokół twórczości zespołu BTS. Chronologicznie zawartość uniwersum sięga połowy 2015 roku – piosenki „I NEED U”, ale dopiero w połowie 2017 roku powstała jego oficjalna nazwa i logo. Uniwersum przewija się poprzez ich teledyski, krótkie filmy promujące single, trasy koncertowe, materiały promocyjne zawarte w albumach oraz profil Smeraldo Books na Twitterze.
Postacie i historie zawarte w BU są fikcyjne, lecz zainspirowane członkami zespołu i zapożyczają ich prawdziwe imiona. Webtoon Save Me oraz książki HYYH: The Notes 1 i 2 dokładnie śledzą fabułę. Jest to opowieść o siedmiu członkach w alternatywnej rzeczywistości i przedstawia ich lęki oraz niepewności w obliczu swojej przyszłości.
Mariejo Ramos z The Inquirer skomentował uniwersum w następujący sposób: „żaden inny artysta nie zdołał z powodzeniem połączyć tej samej techniki literackiej z muzyką pop w takiej skali”. Użyli alternatywnego wszechświata i książek literackich, takich jak Ci, którzy odchodzą z Omelas, jako wzór narracji swoich albumów. Połączenie tych dwóch elementów stworzyło interaktywne środowisko dla fanów zespołu, którzy tworzą teorie po wydaniu nowego materiału lub wskazówek.

## Członkowie

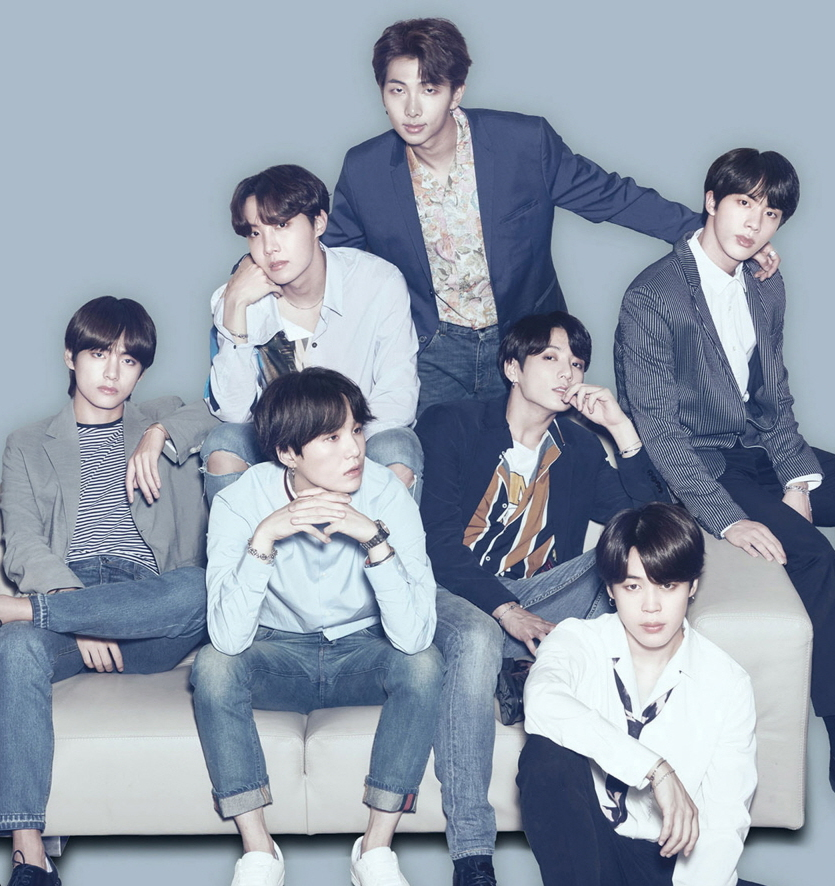
od lewej, zgodnie z ruchem wskazówek zegara: V, J-Hope, RM, Jin, Jimin, Jungkook, Suga

| Pseudonim        | Pseudonim | Prawdziwe imię | Prawdziwe imię | Data urodzenia            | Pozycja                           |
| Latynizacja      | Hangul    | Latynizacja    | Hangul         | Data urodzenia            | Pozycja                           |
| ---------------- | --------- | -------------- | -------------- | ------------------------- | --------------------------------- |
| RM (Rap Monster) | –         | Kim Nam-joon   | 김남준         | 12 września 1994(dts)     | lider, główny raper               |
| Jin              | 진        | Kim Seok-jin   | 김석진         | 4 grudnia 1992(dts)       | wokal, visual                     |
| Suga             | 슈가      | Min Yoon-gi    | 민윤기         | 9 marca 1993(dts)         | główny raper                      |
| J-Hope           | 제이홉    | Jung Ho-seok   | 정호석         | 18 lutego 1994(dts)       | raper, główny tancerz             |
| Jimin            | 지민      | Park Ji-min    | 박지민         | 13 października 1995(dts) | wokal, główny tancerz             |
| V                | 뷔        | Kim Tae-hyung  | 김태형         | 30 grudnia 1995(dts)      | wokal, tancerz                    |
| Jungkook         | 정국      | Jeon Jeong-guk | 전정국         | 1 września 1997(dts)      | główny wokalista, tancerz, maknae |

## Dyskografia
| Albumy studyjne - Dark & Wild (2014) - Wings (2016) - You Never Walk Alone (Repackage; 2017) - Love Yourself: Tear (2018) - Map of the Soul: 7 (2020) - BE (2020) Minialbumy - O!RUL8,2? (2013) - Skool Luv Affair (2014) - Skool Luv Affair Special Addition (Repackage Album; 2014) - The Most Beautiful Moment in Life, Part 1 (2015) - The Most Beautiful Moment in Life, Part 2 (2015) - Love Yourself: Her (2017) - Map of the Soul: Persona (2019) Kompilacje - The Most Beautiful Moment in Life: Young Forever (2016) - Love Yourself: Answer (Repackage; 2018) - Proof (2022) Single CD - 2 Cool 4 Skool (2013) - Butter (2021) | Albumy studyjne - Wake Up (2014) - Youth (2016) - Face Yourself (2018) - Map of the Soul: 7 – The Journey (2020) Kompilacje - 2 Cool 4 Skool/O!RUL8,2? (2014) - Kayōnenka Young Forever (2017) - BTS, THE BEST (2021) Minialbumy - Kayōnenka pt. 1 (2015) - Kayōnenka pt. 2 (2016) |

## Trasy koncertowe
- 2014 BTS Live Trilogy: Episode I. The Red Bullet (2014)
- Wake Up: Open Your Eyes (2015)
- 2015 BTS Live Trilogy: Episode II. The Red Bullet (2015)
- 2015 BTS Live: Hwayang Yeonhwa on Stage (2015)
- 2016 BTS Live: Hwayang Yeonhwa on Stage: Epilogue (2016)
- 2017 BTS Live Trilogy: Episode III. The Wings Tour (2017)
- BTS World Tour: Love Yourself (2018)
- BTS World Tour: Speak Yourself (2019)

## Filmografia

### Teledyski
| Rok  | Tytuł                                                | Źródło |
| ---- | ---------------------------------------------------- | ------ |
| 2013 | „No More Dream”                                      |        |
| 2013 | „No More Dream" (Dance Version)                      |        |
| 2013 | „We Are Bulletproof Pt. 2”                           |        |
| 2013 | „N.O”                                                |        |
| 2013 | „Beautiful”                                          |        |
| 2013 | „Adult Child”                                        |        |
| 2014 | „Boy in Luv”                                         |        |
| 2014 | „Just One Day”                                       |        |
| 2014 | „Danger”                                             |        |
| 2014 | „War of Hormone”                                     |        |
| 2015 | „I Need U”                                           |        |
| 2015 | „I Need U” (Original ver.)                           |        |
| 2015 | „DOPE”                                               |        |
| 2015 | „Run”                                                |        |
| 2016 | „Epilogue: Young Forever”                            |        |
| 2016 | „Fire”                                               |        |
| 2016 | „Save Me”                                            |        |
| 2016 | „Blood Sweat & Tears”                                |        |
| 2017 | „Spring Day”                                         |        |
| 2017 | „Not Today”                                          |        |
| 2017 | „Chi, ase, namida” (wer. jap.)                       |        |
| 2017 | „Come Back Home”                                     |        |
| 2017 | „Serendipity” (Comeback Trailer)                     |        |
| 2017 | „DNA”                                                |        |
| 2017 | „MIC Drop” (Japanese Ver.)                           |        |
| 2017 | „MIC Drop” (Steve Aoki Remix)                        |        |
| 2018 | „Singularity” (Comeback Trailer)                     |        |
| 2018 | „Fake Love”                                          |        |
| 2018 | „Fake Love” (Extended ver.)                          |        |
| 2018 | „Epiphany” (Comeback Trailer)                        |        |
| 2018 | „Idol”                                               |        |
| 2018 | „Idol” (feat. Nicki Minaj)                           |        |
| 2019 | „Persona” (Comeback Trailer)                         |        |
| 2019 | „Boy with Luv” (Feat. Hasley)                        |        |
| 2019 | „Boy with Luv” (feat. Halsey) („ARMY With Luv” ver.) |        |
| 2019 | „Make It Right” (feat. Lauv)                         |        |
| 2020 | „Interlude: Shadow” (Comeback Trailer)               |        |
| 2020 | „Outro: Ego” (Comeback Trailer)                      |        |
| 2020 | „ON”                                                 |        |
| 2020 | „Black Swan”                                         |        |
| 2020 | „Stay Gold”                                          |        |
| 2020 | „Dynamite”                                           |        |
| 2020 | „Life Goes On”                                       |        |
| 2021 | „Film Out”                                           |        |
| 2021 | „Butter”                                             |        |
| 2021 | „Permission to dance”                                |        |
| 2022 | ,,Yet To Come"                                       |        |

### Telewizja
- Rookie King: Channel Bangtan (SBS MTV, 2013)
- American Hustle Life (Mnet, 2014)
- BTS GO! (Mnet America, 2014)
- Burn the Stage (YouTube Red, 2018)
- Bring the Soul: Docu-series (Weverse, 2019; dokument, 6 odc.)
- Break the Silence: Docu-Series (Weverse, 2020; dokument, 7 odc.)
- In The SOOP BTS Ver. (JTBC, 2020; 8 odc.)

Programy rozrywkowe na V Live
- BTS Bokbulbok (2015)
- BTS GAYO (2015–2017)
- Run BTS! (kor. 달려라 방탄) (od 2015)
- BTS: Bon Voyage (od 2016)

Filmy
- Burn the Stage: The Movie (2018)
- Love Yourself in Seoul (2019)
- Bring the Soul: The Movie (2019)
- Break the Silence: The Movie (2020)

## Nagrody i osiągnięcia

### Rekordy Guinnessa
- Pierwszy koreański artysta, który osiągnął 1. miejsce na liście albumów Billboard 200[198].
- Teledysk na YouTube z największą liczbą wyświetleń w ciągu 24 godzin (Dynamite)[199].
- K-popowy teledysk na YouTube z największą liczbą wyświetleń w ciągu 24 godzin (Dynamite)[200].
- Film na YouTube z największą liczbą wyświetleń w ciągu 24 godzin (Dynamite)[201].
- Osiągnięcie miliona obserwujących na TikToku w najkrótszym czasie (3 godz. 31 min.)[202].
- Największe zaangażowanie na Twitterze (średnia ilość retweetów: 422228)[203].
- Największe zaangażowanie grupy muzycznej na Twitterze (średnia ilość retweetów: 422228)[204].
- Największa sprzedaż albumów w Korei Południowej (około 4 mln kopii)[205].

### Nagrody
American Music Award
- Favorite Social Artist (2018)[206]
- Favorite Duo or Group Pop/Rock (2019)[207]
- Favorite Social Artist (2019)[207]
- Tour of the Year (2019)[207]
- Artist of the Year (2021)[208]
- Favorite Pop Duo or Group (2021)[208]
- Favorite Pop Song („Butter”) (2021)[208]

Billboard Music Award
- Top Social Artist (2017[209]; 2018[209], 2019[210], 2020[211])
- Top Duo/Group (2019)[210]